# Strawberry Letter 23
Strawberry Letter 23 is een nummer uit 1971, geschreven en gecomponeerd door Shuggie Otis van zijn album Freedom Flight uit hetzelfde jaar.

## Achtergrond
Het nummer gaat over een verliefd jong stel dat elkaar al 22 liefdesbrieven heeft geschreven. Strawberry Letter 23 is de 23ste brief. Shuggie schreef en componeerde Strawberry Letter 23 op 17-jarige leeftijd voor zijn vriendin.
The Brothers Johnson scoorden met hun vertolking in 1977, geproduceerd door Quincy Jones, een hit.

## Trivia
- Het nummer is onderdeel van de soundtrack van de film Jackie Brown van Quentin Tarantino. Ook in de door hem geregisseerde film Pulp Fiction komt het nummer kort voorbij.

- MusicBrainz work: bb76d03e-3392-3ddb-8d39-7f5fb49d6bdc